# Reinsdorf (Sassonia)
Reinsdorf è un comune di 8.200 abitanti della Sassonia, in Germania.
Appartiene al circondario (Landkreis) di Zwickau (targa Z).